# Mateu Morey
Mateu Jaume Morey Bauzà (Petra, 2000. március 2. –) spanyol utánpótlás-válogatott labdarúgó, az RCD Mallorca játékosa.

## Pályafutása
Spanyolország Baleár-szigetekén született, Petra településén, 2014-ben a Mallorca, egy év múlva a Barcelona játékosa lett, a 2017–18-as idényben az UEFA Ifjúsági Liga győztese lett.

### Borussia Dortmund
2019. július 1-jén szabadon igazolták le a Barcelona csapatától, öt évre. Szeptember 30-án a játszotta első profi mérkőzését az RW Oberhausen ellen a Regionalliga West 2019–20-as idényében.

#### A felnőttcsapatban
2019. augusztus 28-án nevezték a Werder Bremen elleni meccskeretbe. 2020. május 31-én debütált a Paderborn 07 elleni 6–1-re megnyert idegenbeli bajnokin és gólpasszt adott Jadon Sanchónak. 2020. november 4-én lépett pályára először nemzetközi találkozón a Club Brugge elleni 3–0-ra megnyert Bajnokok Ligája mérkőzésen. 2021. május 1-jén a kupában a Holstein Kiel ellen kifordult a bal bokája és kihagyta a 2020–21-es és a 2021–22-es idényt is. 2024. május 18-án a klub bejelentette, hogy Morey a szezon után elhagyja a klubot.

### RCD Mallorca
2024. július 5-én az RCD Mallorca bejelentette, hogy a 2024–25-ös szezonra szerződtették, valamint hosszabbítási opciót is rögzítettek a szerződésben.

## Válogatott karrier

### Spanyolország
Többszörös korosztályos válogatott, az U17-es csapattal szerepelt a 2017-es Európa-bajnokságon és a 2017-es világbajnokságon, az Európa-bajnokságon öt mérkőzésen lépett pályára és három gólt szerzett, míg a világbajnokságon hét találkozón lépett pályára.

## Statisztika
2023. április 9-i állapot szerint
| Klub                 | Szezon   | Bajnokság         | Bajnokság | Bajnokság | Kupa  | Kupa  | Nemzetközi | Nemzetközi | Egyéb | Egyéb | Összes | Összes |
| Klub                 | Szezon   | Liga              | Mérk.     | Gólok     | Mérk. | Gólok | Mérk.      | Gólok      | Mérk. | Gólok | Mérk.  | Gólok  |
| -------------------- | -------- | ----------------- | --------- | --------- | ----- | ----- | ---------- | ---------- | ----- | ----- | ------ | ------ |
| Borussia Dortmund II | 2019–20  | Regionalliga West | 11        | 0         | —     | —     | —          | —          | —     | —     | 11     | 0      |
| Borussia Dortmund II | 2022–23  | 3. Liga           | 1         | 0         | —     | —     | —          | —          | —     | —     | 1      | 0      |
| Borussia Dortmund II | Összesen | Összesen          | 12        | 0         | —     | —     | —          | —          | —     | —     | 12     | 0      |
| Borussia Dortmund    | 2019–20  | Bundesliga        | 5         | 0         | 0     | 0     | —          | —          | —     | —     | 5      | 0      |
| Borussia Dortmund    | 2020–21  | Bundesliga        | 13        | 0         | 4     | 0     | 7          | 0          | —     | —     | 24     | 0      |
| Borussia Dortmund    | Összesen | Összesen          | 18        | 0         | 4     | 0     | 7          | 0          | —     | —     | 29     | 0      |
| Összesen             | Összesen | Összesen          | 30        | 0         | 4     | 0     | 7          | 0          | 0     | 0     | 41     | 0      |

Jegyzetek
1. ↑  Mérkőzése(i) a(z) Bajnokok Ligájában